# Mikroflora
Mikroflora  so majhni organizmi, vidni pod mikroskopom ki živijo v določenem okolju. Med te organizme prištevamo bakterije, kvasovke, plesni, aktinomicete in alge.  Večina teh organizmov živi na odmrlih ostankih rastlin in živali.
Omenjeni organizmi prispevajo k razgradnji ostankov v anorganske spojine in pri razgradnji prispevajo, da nastanejo prhline. Pri razgradnji se tvori tudi ogljikov dioksid, ki se vrača v ozračje. 
Nekateri organizmi so zajedavci, ki pri ljudeh, rastlinah in živalih povzročajo različne bolezni. Nekateri organizmi, pa so se prilagodili na simbiozo z višjimi rastlinami, kot so koreninske bakterije. Predstavniki mikroflore so razširjeni v vodi, zraku in zemlji.
Mikrofloro ločimo po različnih okoljih kot npr. mikroflora gnoja, prsti, komposta.